# Mateu Aimeric
Mateu Aimeric (Bordils, Gironès, 27 de febrer de 1715 - Ferrara, Itàlia, 1799) va ser un filòsof, historiador i humanista català.
El 1733 ingressà a la Companyia de Jesús, on professà el 1748. Anys després, el 1765, intentà la creació d'una Acadèmia Criticoliterària. Fou catedràtic de filosofia suarista, durant sis anys, a la Universitat de Cervera, on establí amistat amb Josep Finestres i Monsalvo, Al costat d'altres jesuïtes com Tomàs Cerdà (1715-1791), desenvolupà, fins a llur expulsió el 1767, un escolasticisme eclèctic, de compromís entre la vella filosofia i la nova ciència. També fou rector dels col·legis de l'orde a Barcelona, a Cervera entre els anys 1760 i 1763, i a Gandia entre 1763 i 1766, convertint-se en canceller de la Universitat d'aquesta darrera ciutat. Arran de l'expulsió dels jesuïtes el 1767 s'establí a Ferrara, Itàlia. Realitzà una tasca de proselitisme dins l'orde que donà lloc a la formació d'un grup de deixebles, principalment Tomàs Cerdà, (que anà a França per aprendre matemàtiques) i Josep Ponç. Defensà, però, l'autoritat d'Aristòtil, tal com era interpretat en la tradició escolàstica, enfront de les doctrines dels filòsofs anglesos i francesos (Gassendi, Bacon, Descartes). La seva filosofia fou qualificada dins l'orde com un sistema antiquonovum, que ensenyava el que calia innovar i el que calia conservar. Les seves doctrines foren elogiades per Gregori Maians i Siscar, amb qui mantingué una estreta correspondència. A Ferrara, Aimeric es veié immergit en les polèmiques nacionalistes suscitades pels humanistes italians Girolamo Tiraboschi i Clementino Venneti en contra de la literatura hispanoromana, la qual cosa originà, com a reacció, una veritable escola apologètica de clàssics llatins d'origen hispànic.

## Publicacions[1]
- Sistema antiquonovum jesuiticae Philosophiae (1747)
- Prolusiones philosophicae (1756)
- De vita et morte linguae latinae (1780), dissertació.
- Nomina et acta Episcoporum Barcinonensium (1760), episcopologi.
- Historia Geográfica y Natural de Cataluña (1767), en castellà, que restà inèdita, i fou una ampliació de la Història Natural de Catalunya, escrita cent seixanta anys abans pel jesuïta Pere Gil Estalella.